# Victorian Naturalist
Victorian Naturalist (abreviado Vict. Naturalist) es una revista ilustrada con descripciones botánicas que fue editada por Victoria Natural History Society de Melbourne. Comenzó su publicación en el año 1884, con el nombre de Victorian Naturalist; Journal and Magazine of the Field naturalist's Club of Victoria.